# Paul Bostaph
Paul Bostaph (teljes nevén Paul Steven Bostaph) (San Francisco, 1964. március 4. –) egy amerikai thrash metal dobos, a Slayer jelenlegi, a Forbidden, a Testament, az Exodus és a Systematic korábbi tagja, a műfaj egyik legelismertebb zenésze.

## Diszkográfia

### Albumok
| Együttes   | Év   | Album                                    |
| ---------- | ---- | ---------------------------------------- |
| Forbidden  | 1988 | Forbidden Evil                           |
| Forbidden  | 1989 | Raw Evil: Live at the Dynamo (Live EP)   |
| Forbidden  | 1990 | Twisted into Form                        |
| Forbidden  | 1992 | Point of No Return (válogatás)           |
| Testament  | 1993 | Return to the Apocalyptic City (Live EP) |
| Testament  | 2008 | The Formation of Damnation               |
| Slayer     | 1994 | Divine Intervention'                     |
| Slayer     | 1995 | Live Intrusion (VHS)                     |
| Slayer     | 1998 | Diabolus in Musica                       |
| Slayer     | 2001 | God Hates Us All                         |
| Slayer     | 2003 | War at the Warfield (DVD)                |
| Slayer     | 2015 | Repentless                               |
| Systematic | 2003 | Pleasure to Burn                         |
| Exodus     | 2005 | Shovel Headed Kill Machine               |

### Vendégszereplések
- 2013 – Geoff Tate's Queensrÿche – Frequency Unknown (2 dalban)